# Gornji Kokoti
Gornji Kokoti este un sat din municipiul Podgorica, Muntenegru. Conform datelor de la recensământul din 2003, localitatea are 73 de locuitori (la recensământul din 1991 erau 95 de locuitori).

## Demografie
În satul Gornji Kokoti locuiesc 58 de persoane adulte, iar vârsta medie a populației este de 42,1 de ani (38,1 la bărbați și 47,8 la femei). În localitate sunt 25 de gospodării, iar numărul mediu de membri în gospodărie este de 2,80.
|  |

| Demografie | Demografie | Demografie |
| An         | Locuitori  | Locuitori  |
| ---------- | ---------- | ---------- |
|            |            |            |
|            |            |            |
|            |            |            |
|            |            |            |
| 1948       | 178        |            |
| 1953       | 182        |            |
| 1961       | 171        |            |
| 1971       | 164        |            |
| 1981       | 144        |            |
| 1991       | 95         | 95         |
| 2003       | 70         | 73         |

| \| Componența etnică conform recensământului din 2003[2] \| Componența etnică conform recensământului din 2003[2] \| Componența etnică conform recensământului din 2003[2] \| Componența etnică conform recensământului din 2003[2] \| Componența etnică conform recensământului din 2003[2] \| \| ----------------------------------------------------- \| ----------------------------------------------------- \| ----------------------------------------------------- \| ----------------------------------------------------- \| ----------------------------------------------------- \| \| \| \| \| \| \| \| Muntenegreni \| Muntenegreni \| \| 49 \| 67,12% \| \| Sârbi \| Sârbi \| \| 19 \| 26,02% \| \| necunoscută \| necunoscută \| \| 0 \| 0% \| |              |  |    |        |
| Componența etnică conform recensământului din 2003 |              |  |    |        |
| |              |  |    |        |
| Muntenegreni | Muntenegreni |  | 49 | 67,12% |
| Sârbi | Sârbi        |  | 19 | 26,02% |
| necunoscută | necunoscută  |  | 0  | 0%     |